# Lista de presidentes da Academia Brasileira de Letras
Lista dos presidentes da Academia Brasileira de Letras.
| N.º  | Fotografia | Nome                       | Início | Término | Observações                     |
| ---- | ---------- | -------------------------- | ------ | ------- | ------------------------------- |
| 1.º  |            | Machado de Assis           | 1897   | 1908    | Presidente perpétuo da Academia |
| 2.º  |            | Ruy Barbosa                | 1908   | 1919    |                                 |
| 3.º  |            | Domício da Gama            | 1919   | 1919    |                                 |
| 4.º  |            | Carlos de Laet             | 1919   | 1922    |                                 |
| 5.º  |            | Afrânio Peixoto            | 1922   | 1923    | Primeira vez                    |
| 6.º  |            | Medeiros e Albuquerque     | 1923   | 1923    |                                 |
| 7.º  |            | Afrânio Peixoto            | 1923   | 1924    | Segunda vez                     |
| 8.º  |            | Afonso Celso               | 1925   | 1925    | Primeira vez                    |
| 9.º  |            | Coelho Neto                | 1926   | 1926    |                                 |
| 10.º |            | Rodrigo Otávio             | 1927   | 1927    |                                 |
| 11.º |            | Augusto de Lima            | 1928   | 1928    |                                 |
| 12.º |            | Fernando Magalhães         | 1929   | 1929    | Primeira vez                    |
| 13.º |            | Aloísio de Castro          | 1930   | 1930    | Primeira vez                    |
| 14.º |            | Fernando Magalhães         | 1931   | 1932    | Segunda vez                     |
| 15.º |            | Gustavo Barroso            | 1932   | 1933    | Primeira vez                    |
| 16.º |            | Ramiz Galvão               | 1933   | 1934    |                                 |
| 17.º |            | Afonso Celso               | 1935   | 1935    | Segunda vez                     |
| 18.º |            | Laudelino Freire           | 1936   | 1936    |                                 |
| 19.º |            | Ataulfo de Paiva           | 1937   | 1937    |                                 |
| 20.º |            | Cláudio de Sousa           | 1938   | 1938    | Primeira vez                    |
| 21.º |            | Antônio Austregésilo       | 1939   | 1939    |                                 |
| 22.º |            | Celso Vieira               | 1940   | 1940    |                                 |
| 23.º |            | Levi Carneiro              | 1941   | 1941    |                                 |
| 24.º |            | Macedo Soares              | 1942   | 1943    |                                 |
| 25.º |            | Múcio Leão                 | 1944   | 1944    |                                 |
| 26.º |            | Pedro Calmon               | 1945   | 1945    |                                 |
| 27.º |            | Cláudio de Sousa           | 1946   | 1946    | Segunda vez                     |
| 28.º |            | João Neves da Fontoura     | 1947   | 1947    |                                 |
| 29.º |            | Adelmar Tavares            | 1948   | 1948    |                                 |
| 30.º |            | Miguel Osório de Almeida   | 1949   | 1949    |                                 |
| 31.º |            | Gustavo Barroso            | 1950   | 1950    | Segunda vez                     |
| 32.º |            | Aloísio de Castro          | 1951   | 1951    | Segunda vez                     |
| 33.º |            | Aníbal Freire da Fonseca   | 1952   | 1952    |                                 |
| 34.º |            | Barbosa Lima Sobrinho      | 1953   | 1954    |                                 |
| 35.º |            | Rodrigo Otávio Filho       | 1955   | 1955    |                                 |
| 36.º |            | Peregrino Júnior           | 1956   | 1957    |                                 |
| 37.º |            | Elmano Cardim              | 1958   | 1958    |                                 |
| 38.º |            | Austregésilo de Athayde    | 1959   | 1993    | Maior tempo na presidência      |
| 39.º |            | Abgar Renault              | 1993   | 1993    |                                 |
| 40.º |            | Josué Montello             | 1993   | 1995    |                                 |
| 41.º |            | Antônio Houaiss            | 1995   | 1996    |                                 |
| 42.º |            | Nélida Piñon               | 1996   | 1997    | Primeira mulher na presidência  |
| 43.º |            | Arnaldo Niskier            | 1997   | 1999    |                                 |
| 44.º |            | Tarcísio Padilha           | 2000   | 2002    |                                 |
| 45.º |            | Alberto da Costa e Silva   | 2002   | 2004    |                                 |
| 46.º |            | Ivan Junqueira             | 2004   | 2005    |                                 |
| 47.º |            | Marcos Vilaça              | 2006   | 2007    | Primeira vez                    |
| 48.º |            | Cícero Sandroni            | 2007   | 2009    |                                 |
| 49.º |            | Marcos Vilaça              | 2010   | 2011    | Segunda vez                     |
| 50.º |            | Ana Maria Machado          | 2012   | 2013    | Segunda mulher na Presidência   |
| 51.º |            | Geraldo Holanda Cavalcanti | 2014   | 2015    |                                 |
| 52.º |            | Domício Proença Filho      | 2016   | 2017    |                                 |
| 53.º |            | Marco Lucchesi             | 2018   | 2021    | Reeleito para segundo mandato   |
| 54.º |            | Merval Pereira             | 2022   |         |                                 |